# Dorfschule Dobis

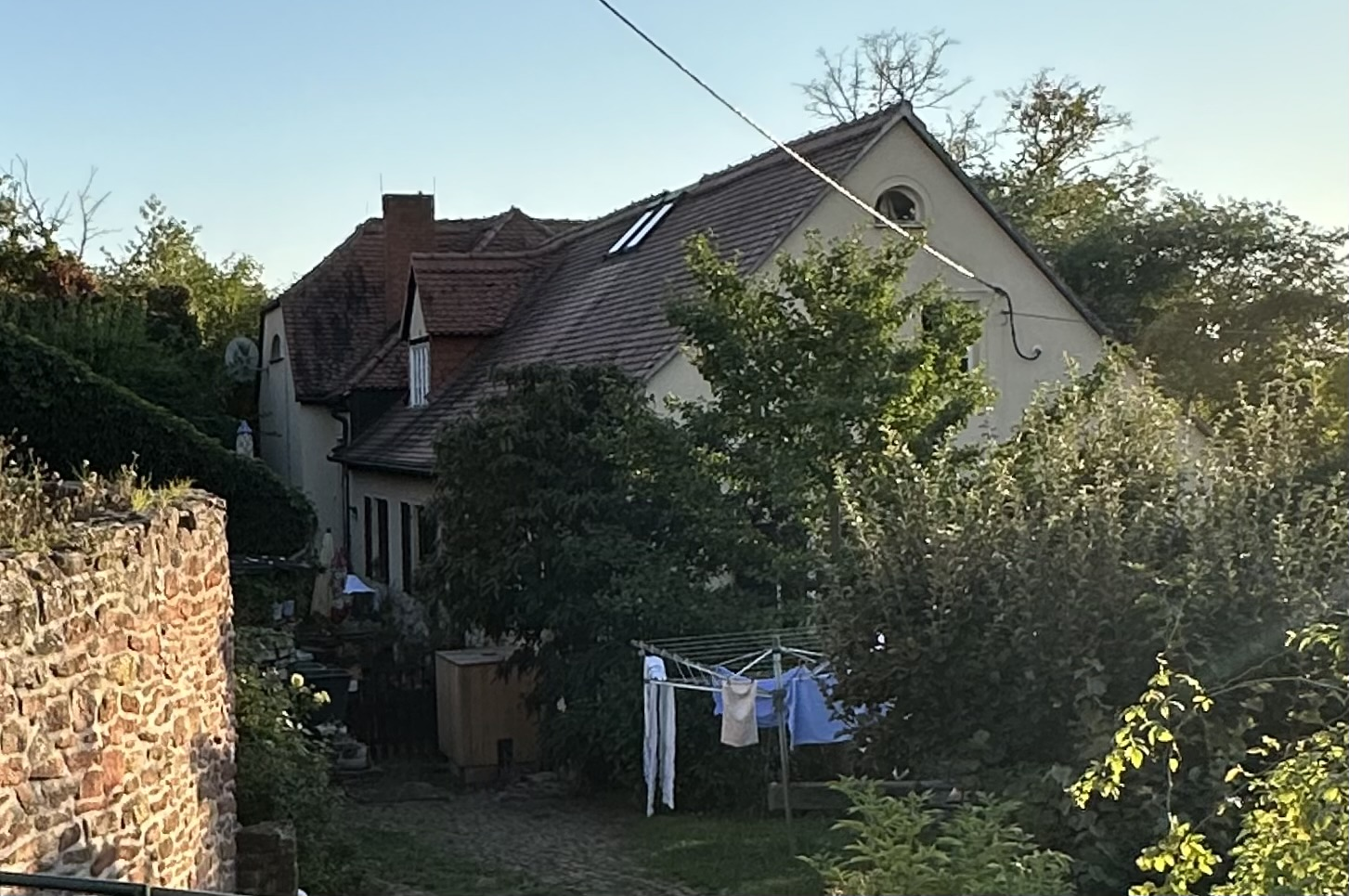
Dorfschule Dobis, Blick von Norden, 2024

Die Dorfschule Dobis ist eine denkmalgeschützte ehemalige Dorfschule im zur Gemeinde Wettin-Löbejün gehörenden Dorf Dobis in Sachsen-Anhalt.
Das Gebäude befindet sich im Ortszentrum von Dobis, unmittelbar westlich der Johanniskirche, an der Adresse An der Johanniskirche 11. In der Vergangenheit bestand die Adressierung Kirchberg 11.
Das eingeschossige Schulgebäude wurde im Jahr 1837 errichtet. Bedeckt ist der Bau mit einem Krüppelwalmdach. In späterer Zeit wurde an das Haus ein Trakt für Klassenzimmer angefügt. Dieser Teil wird von einem Satteldach bekrönt.
Im Denkmalverzeichnis des Landes Sachsen-Anhalt ist die Schule unter der Erfassungsnummer 094 55075 als Baudenkmal eingetragen.